# Meister von Berghofen

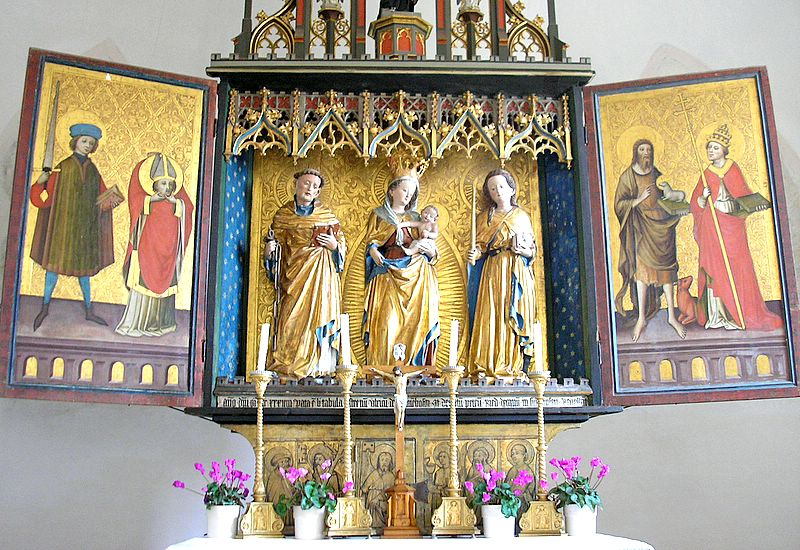
Meister von Berghofen (Hans Strigel d.Ä ?), Berghofer Altar, Allgäu 1438

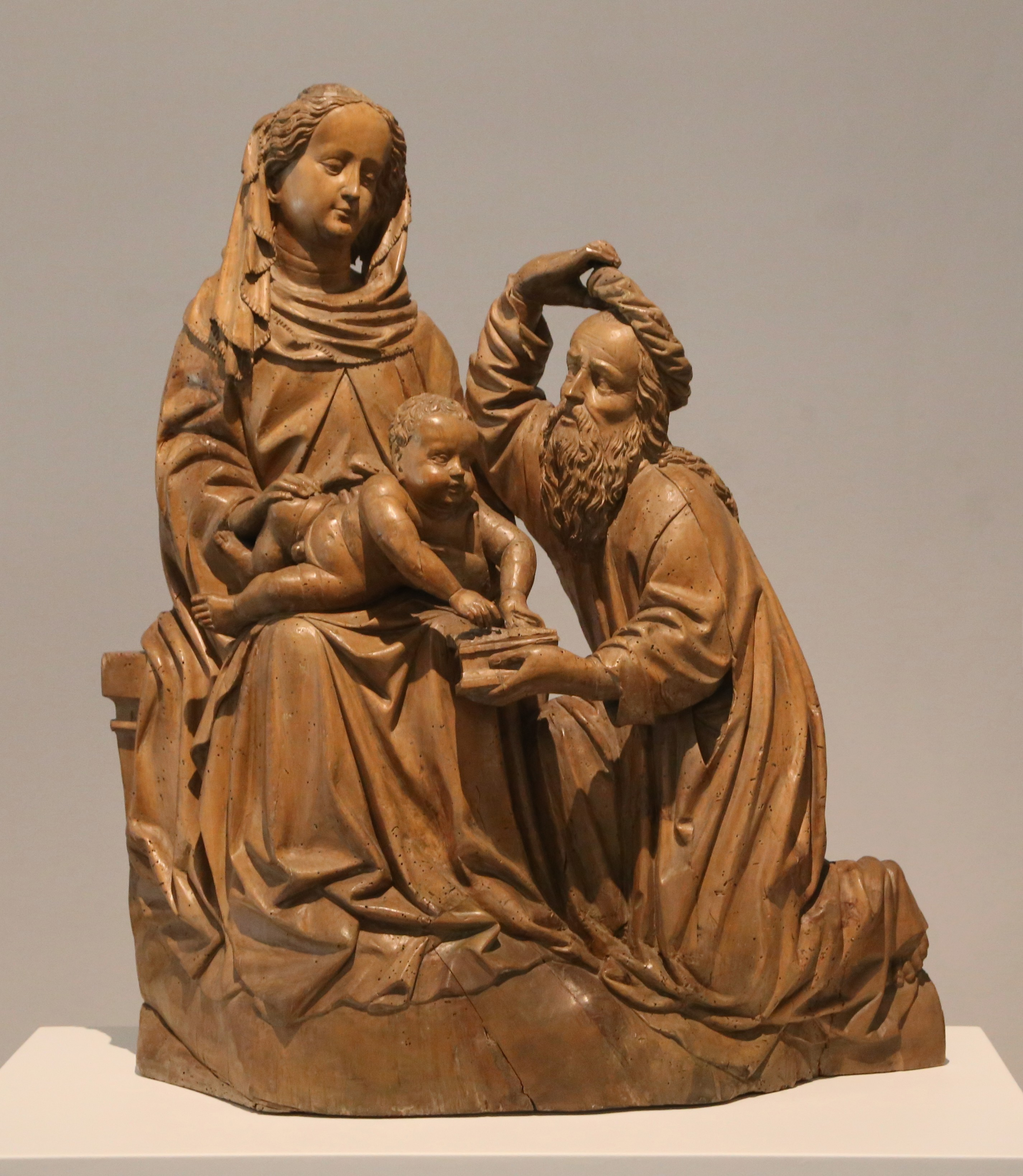
Anbetung der Könige (Fragment), um 1445, Lindenholz, ehemals farbig gefasst; Ulmer Museum

Als Meister von Berghofen wird manchmal der mittelalterliche Bildschnitzer bezeichnet, der die Schreinfiguren des Berghofer Altars geschaffen hat. Der gotische Flügelaltar wurde um 1440 gestiftet und findet sich in der Kapelle St. Leonhard in Berghofen, einem Stadtteil von Sonthofen im Allgäu. Im Zentrum des Altars steht die geschnitzte etwa 1,20 Meter hohe Figur der Muttergottes im Strahlenkranz, umgeben von den Heiligen Leonhard und Agatha.
Der Berghofer Altar wurde wohl bei Hans Strigel dem Älteren in Auftrag gegeben, der mit Sicherheit die Flügel malte. Strigl, der in Memmingen  arbeitete, ist ein Vertreter des fließenden Weichen Stils; er malte mit zarten Farbtönen, und obwohl er nur als Maler bekannt ist, wurden und werden die drei Schnitzfiguren in Berghofen oft als seine Arbeit angesehen. Jedoch sind Farbwahl und Faltenwurf der Figuren sehr unterschiedlich zu anderen Plastiken aus der gleichen Zeit in der Region und zeigen eine Verhärtung des Weichen Stils,  daher sind  sie aller Wahrscheinlichkeit nach von dem Meister von Berghoifen als eigenständige Künstlerpersönlichkeit geschaffen. Strigel soll öfter die Holzarbeiten seiner Altäre an verschiedene spezialisierte Bildhauer im Umkreis der Reichsstädte Memmingen und Ulm vergeben haben. Der Meister von Berghofen wird heute dem Umkreis des Hans Multscher zugerechnet, einem Bildhauer, der aus dem Allgäu stammte und dann eine umfangreiche und angesehene Werkstatt in Ulm betrieb.
Dem Meister von Berghofen wird eine Anna selbdritt von 1460 in der St.-Anna-Kirche in Vils bei Pfronten im  Allgäu zugeschrieben sowie eine Thronende Madonna mit Kind, die in der Nationalgalerie in Prag gezeigt wird.